# Gold 〜また逢う日まで〜
「Gold ～また逢う日まで～」（ゴールド 〜またあうひまで〜）は、2023年7月28日に配信限定シングルとしてリリースされた宇多田ヒカルの楽曲。
2023年公開の映画『キングダム 運命の炎』の主題歌として使用された。「One Last Kiss」・「君に夢中」に続く3作目のA・G・クックとの共作になった。
また、本項では約1ヶ月後にリリースされたリミックス『Gold 〜また逢う日まで〜 (Taku's Twice Upon a Time Remix)』と約1ヶ月半後にリリースされたEP『Gold 〜また逢う日まで〜 EP』についても合わせて解説する。

## 背景
宇多田ヒカルが2023年公開の映画『キングダム 運命の炎』の主題歌を担当することが、同年の6月2日に発表された。曲名に加え、今回の楽曲に対して「幸福とはなにかの歌ができました。」とコメントを残した。同年7月8日には、東宝MOVIEチャンネルにて1コーラスが解禁され、7月12日にはロンドンで撮影されたジャケット写真公開と同時にプレオーダーキャンペーンがスタートした。発売後の8月9日には自身の公式YouTubeチャンネルにてMVの一部をショート動画に投稿し、8月11日にはフル公開をされた。
今回はメディア露出が増え、NHK民放で3番組に・雑誌「ELLE」の中国版にて表紙を飾った。
また杏の公式YouTubeチャンネルに初登場し「餃子を作る」動画が投稿された。今回の企画は宇多田本人の逆オファーだったという。動画内にて試写会をした際、同行していた宇多田の息子は初めて映画を見て泣いたというエピソードなどを語った。

## 収録曲
1. Gold ～また逢う日まで～
作詞・作曲：宇多田ヒカル / 編曲：宇多田ヒカル、A・G・クック
東宝 / ソニー・ピクチャーズ エンタテインメント配給映画『キングダム 運命の炎』主題歌

## Gold 〜また逢う日まで〜 (Taku's Twice Upon a Time Remix)
「Gold ～また逢う日まで～(Taku's Twice Upon a Time Remix)」（ゴールド 〜またあうひまで〜 (タクズ・トゥワイス・アップオン・タイム・リミックス)）は、2023年8月25日に配信限定シングルとしてリリースされた宇多田ヒカルの楽曲。

### 概要
オリジナルの「Gold 〜また逢う日まで〜」から僅か1ヶ月でのリリースとなった。
本作は、2001年に「DISTANCE (m-flo Remix)」を手掛けたm-floの☆Taku Takahashiが制作したもので、オリジナルと違い、本作ではジャージークラブの要素を取り入れており、より踊れるよう特化されたダンスチューンの様相に仕上げている。また、ビジュアライザーは、☆Taku Takahashiの印象的なアイコンの1つでもあるサングラスをモチーフに据えている。
本作の制作の切っ掛けは、2022年の春と冬にタワーレコードにて開催されたポップアップでのDJ MIX企画に☆Takuと宇多田が参加し、冬の開催時に☆Takuが宇多田の楽曲をリミックスを制作した事でイベントの主催者のYANATAKEが宇多田のスタッフにリミキサーとして推薦し、宇多田がそれを快諾したことによって、今回の制作の話が持ち上がったのだと言う。
本作では、宇多田と☆Takuがそれぞれのアイデアと遊び心をキャッチボールするようにやり取りしながら制作が進められており、イントロでの留守電メッセージを思わせるような加工を始めとする様々なアイデアを盛り込んでいったのだと言う。

### 収録曲
1. Gold ～また逢う日まで～(Taku's Twice Upon a Time Remix)

### 収録アルバム
Gold ～また逢う日まで～
- 『Gold 〜また逢う日まで〜 EP』
- 『SCIENCE FICTION』

Gold ～また逢う日まで～(Taku's Twice Upon a Time Remix)
- 『Gold 〜また逢う日まで〜 EP』

## Gold 〜また逢う日まで〜 EP
『Gold 〜また逢う日まで〜 EP』（ゴールド 〜またあうひまで〜）は、日本のシンガーソングライター・宇多田ヒカルの2作目のミニ・アルバム。2023年9月13日にソニーミュージックより発売。

### 概要
ミニ・アルバムとしては2021年の『One Last Kiss』より約2年半振りとなる。
本作はフィジカル・アルバムではなく、配信限定のアルバムとなっており、オリジナル版の収録に加え、それのインストゥルメンタルや、先にリリースされたリミックスと、そのインストゥルメンタル、ALT introを含む、全5曲が収録された。
また、本作のリリースの決定を記念してフジテレビ系『まつもtoなかい』でのパフォーマンス映像が期間限定公開がなされ、同年10月10日まで公開された。

### 収録曲
- 作詞・作曲：宇多田ヒカル

1. Gold　～また逢う日まで～
2. Gold　～また逢う日まで～ (Instrumental)
3. Gold　～また逢う日まで～ (Taku's Twice Upon a Time Remix)
4. Gold　～また逢う日まで～ (Taku's Twice Upon a Time Remix) (Instrumental)
5. Gold　～また逢う日まで～ (Taku's Twice Upon a Time Remix) (ALT Intro)

## 脚主